# Посто Росо (Лече)
Посто Росо (итал. Posto Rosso) је насеље у Италији у округу Лече, региону Апулија.
Према процени из 2011. у насељу је живело 15 становника. Насеље се налази на надморској висини од 4 м.